# Polyptychoides grayii
Polyptychoides grayii är en fjärilsart som beskrevs av Walker 1856. Polyptychoides grayii ingår i släktet Polyptychoides och familjen svärmare. Inga underarter finns listade i Catalogue of Life.